# Downhill

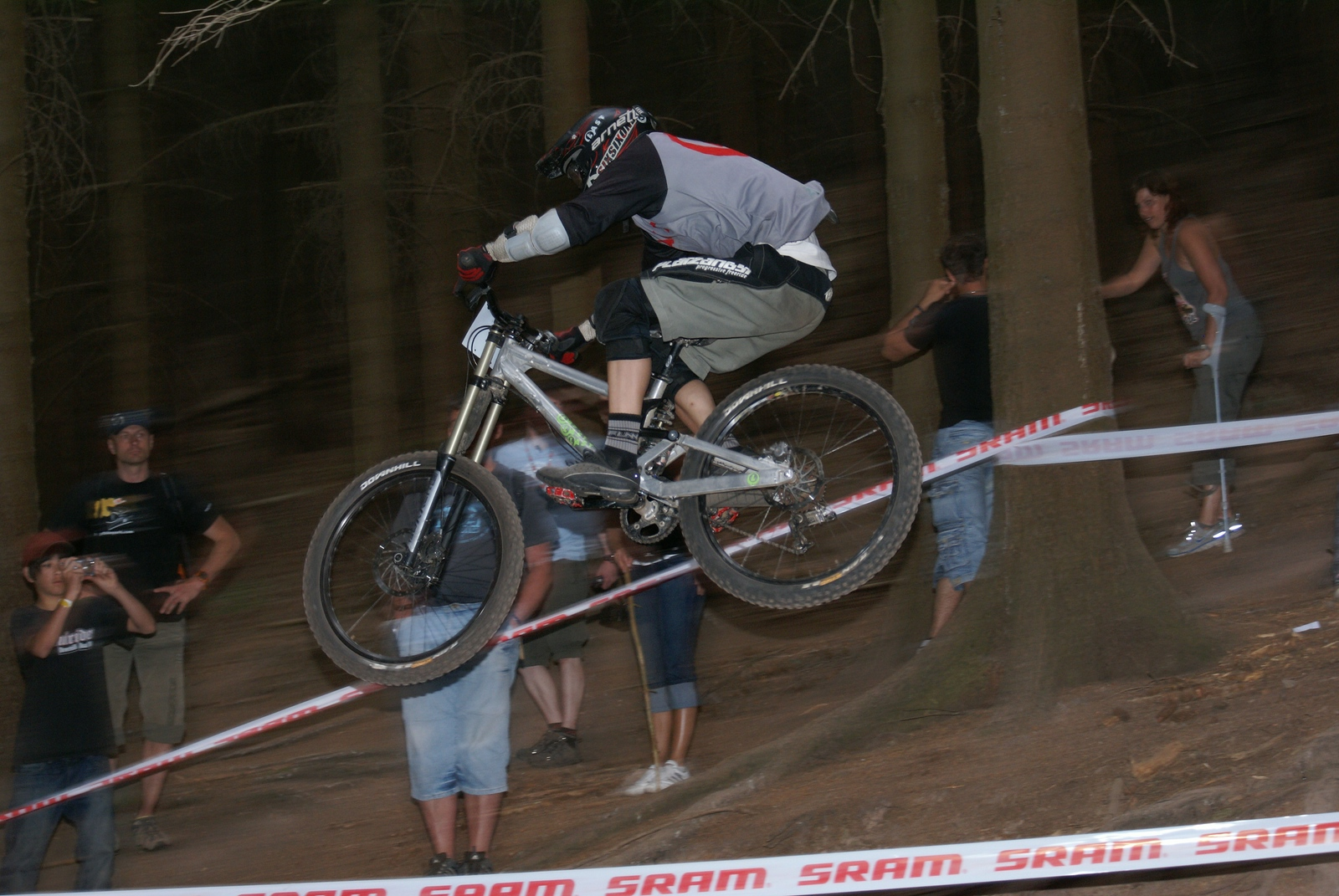
Freerideradrennfahrer

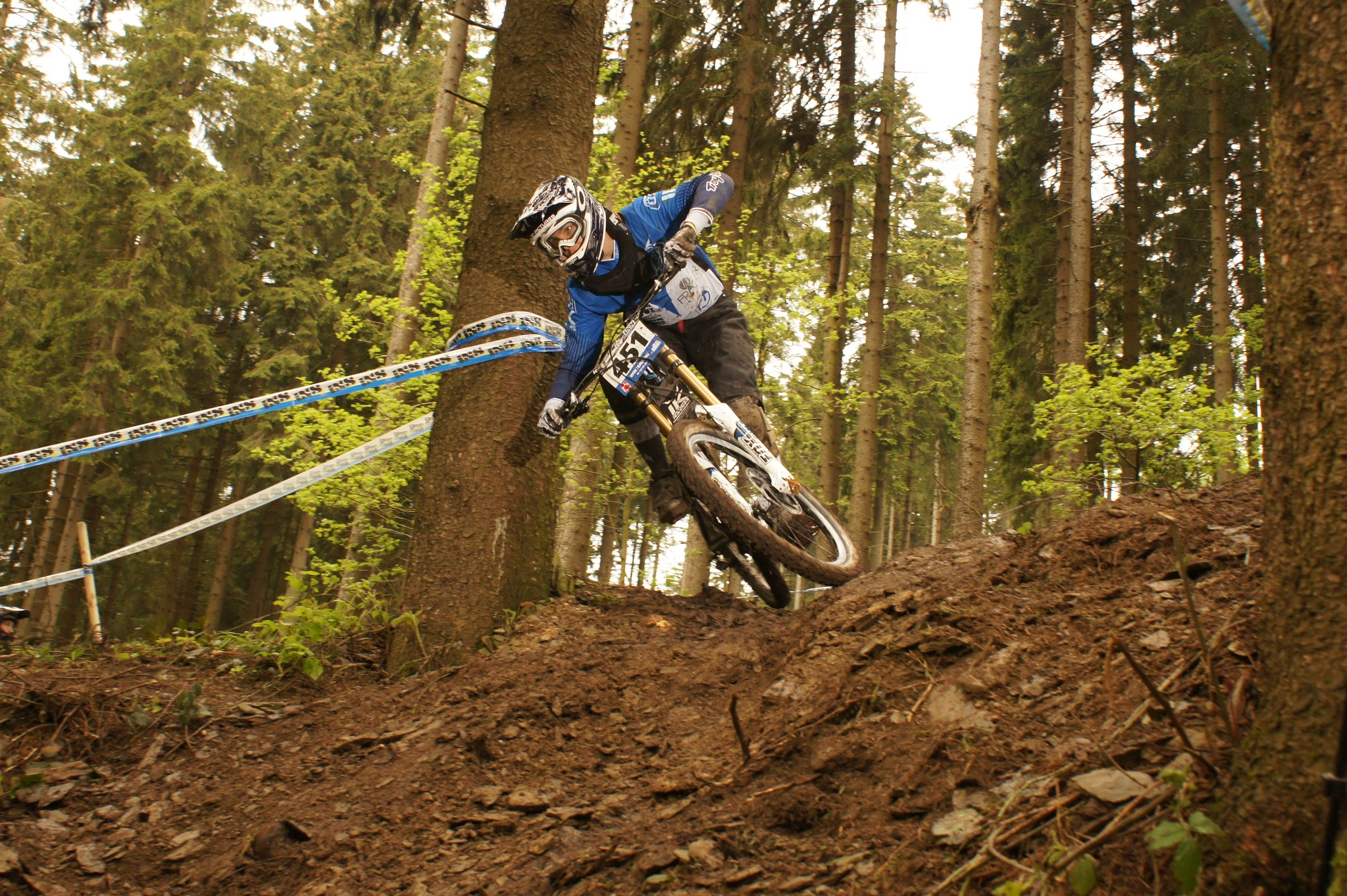
Downhillfahrer

Downhill, auch Bergabfahrt, ist eine Variante verschiedener Sportarten, insbesondere des Radsports (genauer Mountainbiking). Dabei kommt es darauf an, eine bergab führende Strecke in möglichst kurzer Zeit zu bewältigen.
Im englischen Sprachgebrauch steht Downhill gleichbedeutend für die Abfahrt als Disziplin des alpinen Skisports.

## Grundlegendes

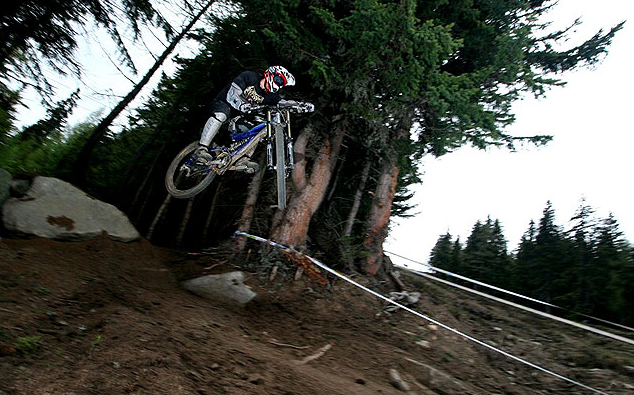
Downhiller auf einer Rennstrecke

Im Downhill (kurz „DH“, zu Deutsch „Abfahrt“) gilt es – analog dem Skisport – eine angelegte, ausschließlich bergab führende Strecke mit speziellen Fahrrädern so schnell wie möglich zu fahren. In gröbstem Gelände, gespickt mit natürlichen Hindernissen und bei Geschwindigkeiten bis über 70 km/h muss das Sportgerät zu jeder Sekunde unter voller Kontrolle sein. Die Schwierigkeit besteht darin, den schmalen Grat zwischen maximalem Tempo und geringer Sturzgefahr zu finden. Downhill wird auch als Wettkampfsport ausgeübt. Die UCI organisiert dafür bei Mountainbike-Weltcups und Mountainbike-Weltmeisterschaften Wettrennen in der Disziplin Downhill Individual (DHI). Als erfolgreichster Fahrer gilt der 10-fache Weltmeister Nicolas Vouilloz.

## Technik eines Downhill-Rades

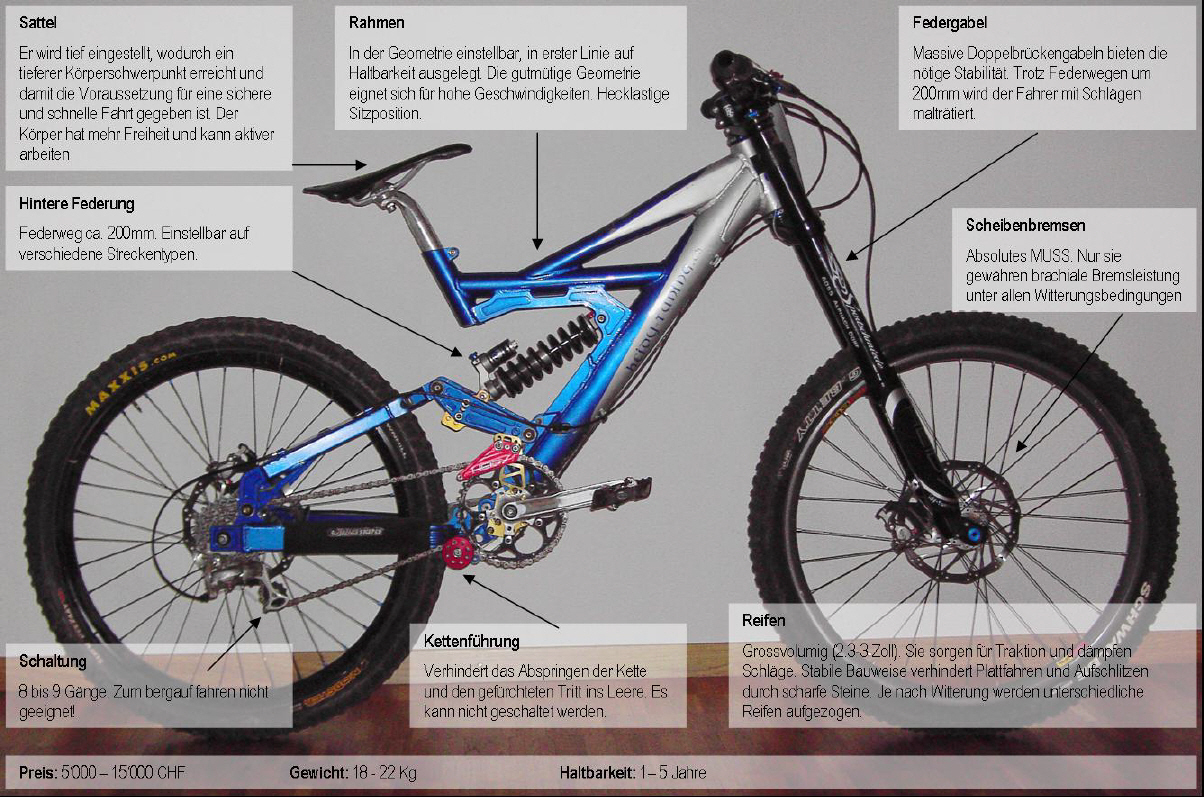
Technik in Downhillbikes

Hohe Geschwindigkeiten und grobes Gelände stellen besondere Anforderungen an die Technik von Downhill-Fahrrädern und beschränken ihren Einsatzbereich auf das Bergabfahren:
- Stabilität: Alle Bauteile sind primär auf Stabilität ausgelegt. Geringes Gewicht ist zwar wichtig, aber zweitrangig. Das Gewicht eines Downhill-Bikes betrug früher etwa 15–25 kg. Heutige Downhill-Bikes wiegen ~14–17 kg.
- Federung: Um die starken Bodenunebenheiten vom Fahrer fernzuhalten und die Fahrsicherheit zu erhöhen, besitzen Downhill-Fahrräder in der Regel sowohl vorne an der Fahrradgabel, wie auch am Hinterrad Stoßdämpfer mit großem Federweg um etwa 200 mm.
- Bremsen: Es kommen überwiegend vollhydraulische Scheibenbremsen mit einem Bremsscheibendurchmesser um die 200 mm zum Einsatz. Sie gewähren unter allen Witterungsbedingungen eine hohe Bremsleistung. An 29"-Laufrädern werden vermehrt 220 mm große Bremsscheiben eingesetzt, da diese größeren Räder genug Freiheit der Bremsscheiben zu Steinen und anderen Objekten garantieren.
- Rahmengeometrie: Flacher Lenkwinkel sowie tiefe Front. Hecklastige Sitzposition für optimalen Schwerpunkt – Downhill-Bikes sind daher zum Bergauffahren wenig geeignet. Das eingesetzte Material ist meist Aluminium oder Carbon; seltener Stahl, der aber noch bei alten Bikes häufig zu finden ist.
- Reifen: Sehr großvolumige und stabile Reifen um 26 × 2,4″, 27,5 × 2,4″ oder 29 × 2,4″ sorgen für mehr Grip und Stabilität. Je nach Witterung und Bodenbeschaffenheit kommen unterschiedliche Profile und Gummimischungen zum Einsatz.
- Cockpit: Breite Lenker zwischen 680 und 800 mm, welche einen Rise (eine Erhöhung) zwischen 15 und 50 mm haben. Viele Fahrer bevorzugen ein flaches Cockpit, weshalb auch Flatbars, also Lenker ohne Rise zum Einsatz kommen. Als Vorbauten werden vermehrt sogenannte DirectMount-Vorbauten genutzt, welche direkt auf die obere Gabelkrone geschraubt werden, um bei Stürzen ein Verdrehen des Lenkers zu verhindern. Das bedeutet allerdings auch, dass bei heftigen Stürzen Schäden an Gabel, Vorbau oder Lenker entstehen können.
- Sitzzone: Stabile und eher unbequeme Rennrad- bzw. Cross-Country-Sättel, welche eine steile Neigung in Gegenrichtung des hinteren Laufrades besitzen.

### Schaltung
Theoretisch sind bei Downhill-Mountainbikes alle Arten von Gangschaltungen möglich, allerdings haben sich einige Besonderheiten etabliert.
Bei reinen Kettenschaltungen sind Einfachkurbeln üblich; die Schaltmöglichkeiten beschränken sich in diesem Fall auf maximal 13 Gänge (Stand 2020). Seit 2014 werden spezielle Downhill-Kassetten mit Rennrad-ähnlichen Übersetzungen und weniger Gängen (ab 7) eingesetzt, die schmaler bauen und dadurch stabilere Laufräder ermöglichen. Bergauffahren ist mit den reduzierten Übersetzungen nicht vorgesehen. Als Schaltwerke werden Short-Cage-Schaltwerke verwendet. Diese haben einen kurzen Käfig, um die Anfälligkeit für Kontakt mit Fremdkörpern bzw. Untergrund und die Schwingungsanfälligkeit der Kette zu mindern. Mitunter werden hier handelsübliche Rennradkomponenten verwendet. Durch den Wegfall des Umwerfers der Mehrfachkurbeln springt die Kette leichter vom Kettenblatt ab, daher werden Kettenführungen notwendig. Diese entfallen jedoch immer mehr, da der Einsatz von Narrow-Wide Kettenblättern eine Kettenführung, je nach Rahmen, obsolet macht.
Teilweise werden auch hochwertige Nabenschaltungen oder Tretlagerschaltungen verbaut, sowie Kombinationen von Tretlagerschaltungen mit Einfach-Kettenschaltungen.

## Die Seilbahn als Beförderungsmittel

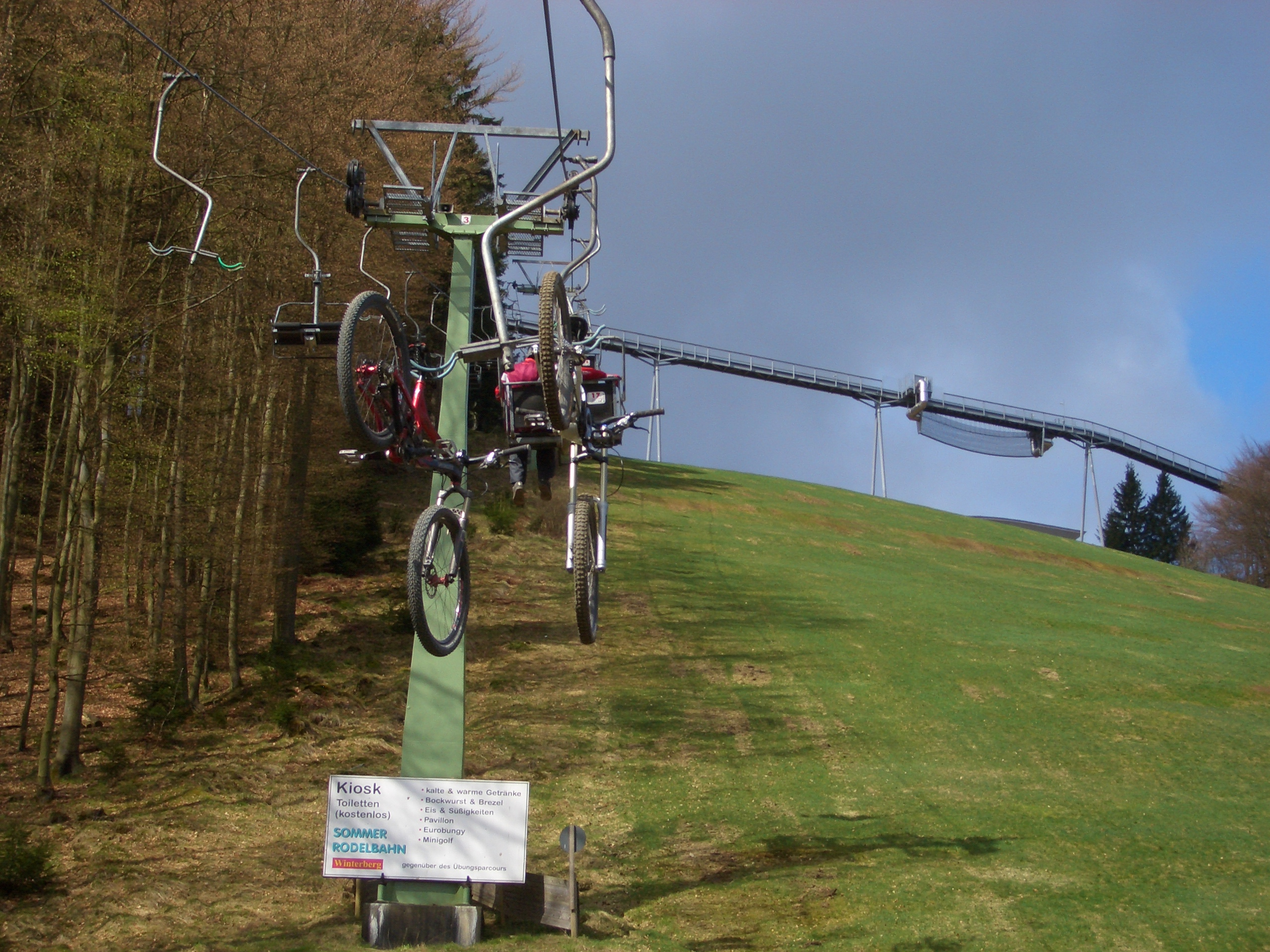
Sessellift mit Fahrradaufhängung in Winterberg

Je nach Konsequenz in der Umsetzung der oben genannten Anforderungen haben Downhill-Fahrräder Defizite in der Eignung zum Bergauffahren. Ersatzweise kann der Aufstieg mittels motorisierter Hilfsmittel wie KFZ oder Seilbahnen bewältigt werden. Immer mehr Berggebiete rüsten ihre Bahnen mit entsprechenden Vorrichtungen für Fahrräder aus. So kann der Verlust durch schneearme Winter finanziell aufgefangen werden.

## Die Fahrtechnik
Das Gelände bietet die vielfältigsten Anforderungen: Bodenwellen, lose Steine, glatte und diagonal zur Fahrtrichtung verlaufende Wurzeln, hohe Stufen, weite Sprünge, starke Schläge, fester und loser Untergrund. Je schneller die Fahrt, umso aktiver muss der Fahrer bei jedem Hindernis mit entsprechender und ausgefeilter Technik reagieren. Gefahren wird immer im Stehen. Die Beine sind leicht gebeugt, sodass Schläge gut aufgenommen werden können. Ein Absenken der Fersen vermindert bei Flat-Pedals das Rutschen auf dem Pedal. Alternativ kommen Klickpedale zum Einsatz. Die Arme sind ebenfalls gebeugt und die Ellenbogen nach außen gedreht. Durch Duck- und Streckbewegungen wird das Fahrrad aktiv am Boden gehalten. Abgesprungen wird nur dann, wenn es nicht möglich ist, das Fahrrad am Boden zu halten oder wenn ruppiges Gelände (Wurzelfelder, Steinfelder) zu stark ausbremsen. Die Bremse wird mit jeweils einem Finger gezogen, sodass die volle Kraft zum Halten des Lenkers zur Verfügung steht. Besonders viele Anfänger machen diesen Fehler und bremsen mit zwei oder mehr Fingern am Bremshebel. Für viele suggeriert das mehr Sicherheit, doch sind moderne Bremsen so leistungsstark, dass die Vorteile durch höhere Griffkraft überwiegen und eine sichereres Fahren ermöglicht. Der Blick ist stets ausreichend nach vorne zu richten. Wichtig ist es, in die gewünschte Fahrtrichtung zu blicken. Häufig wird zu dicht vor das Vorderrad geschaut.

## Körperliche Belastungen

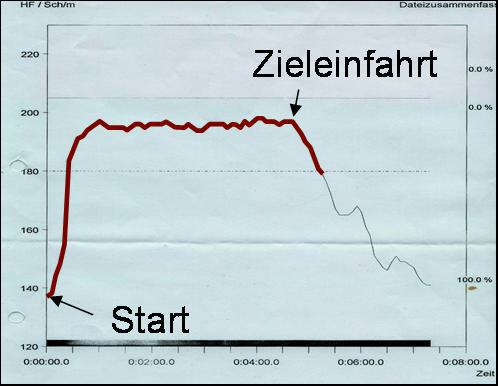
Pulsverlauf während eines Downhills

Eine schnelle und sichere Fahrt setzt eine sehr gute körperliche Fitness voraus. Es werden durch das Sportgerät diverse Kräfte auf den Fahrer ausgeübt, bei der Dämpfung werden kurzzeitig viele Muskeln beansprucht:
- Kraft: Es wirken hohe physikalische Belastungen in Form von Stößen und Beschleunigungen auf den Fahrer.
- Koordination, Feinmotorik und Reaktionsvermögen: Alle Aktionen und Impulse des Fahrers müssen innerhalb von Sekundenbruchteilen an das Sportgerät weitergeleitet werden und aufeinander abgestimmt sein, damit das Fahrrad die richtige Bewegung zur richtigen Zeit am richtigen Ort mitmacht und somit eine schnelle Fahrt überhaupt möglich wird.
- Stehvermögen: Oben genannte Belastungen müssen über einen Zeitraum bis zu 20 Minuten konstant aufrechterhalten bleiben. Bei wiederholten Fahrten muss diese Leistung ebenfalls vollbracht werden. Ein Nachlassen der Kraft kann Stürze herbeiführen.
- Schnellkraft: Im Renneinsatz muss nach Kurven stark beschleunigt werden.
- Mentale Fitness: Nicht Angst, aber Respekt und ein gesundes Maß an Selbsteinschätzung braucht der Fahrer, um sich nicht in Gefahr zu begeben. Mentale Stärke ist notwendig, um schwierige Passagen einer Strecke fehlerfrei zu meistern; eine kleine mentale Unsicherheit kann zum Sturz führen, da der Körper blockiert und die geforderten feinmotorischen Bewegungen nicht mehr ausführen kann.
- Generelle Fitness: Bei Abfahrten, bei denen nicht zusätzlich getreten wird, kann der Herzschlag schnell die anaerobe Schwelle erreichen. Wird zusätzlich noch getreten, wird oft der Maximalpuls erreicht. Bei dieser Belastung muss der Fahrer dennoch locker bleiben und sich voll der Fahrtechnik widmen.

Zusammenfassend werden schnelle, kurze Reaktionen auf äußere Einwirkungen erforderlich.

## Die Schutzausrüstung
Ohne Schutzausrüstung würde sich der Fahrer im Gelände unnötigen Gefahren aussetzen. Dank Protektoren gehen kleine Stürze meist glimpflich aus, da diese gegen leichte Prellungen und offene Wunden schützen. Frakturen, Bänderrisse und andere schwere Verletzungen kann aber auch eine gute Schutzausrüstung nicht immer verhindern, sie sollte daher kein Grund sein, um ein höheres Risiko einzugehen.
Eine komplette Schutzausrüstung besteht aus einem Fullface- oder Vollvisierhelm (Integralhelm), Oberkörperpanzer, einer Schutzbrille, Nackenstütze (Neckbrace), Handschuhen, Ellbogen- und Knie-Schienbeinschonern.
Bei Rennen ist eine komplette Schutzausrüstung in der Regel Pflicht. Ebenso in den meisten Bikeparks.

## Die Gefahren und Störungen
Die Schweizerische Unfallversicherung «Suva» stuft Downhill als „absolutes Wagnis“ ein, bei dem Versicherungsleistungen gekürzt oder gar ganz entzogen werden können. Nicht nur der Wettkampf, auch das Training sei mit hohen Risiken verbunden, weil „davon auszugehen ist, dass die Grenzen ausgelotet und ähnliche Risiken wie beim Rennen eingegangen werden“.
Dem halten Biker entgegen, dass anders als beim Straßenradsport, wo andere Verkehrsteilnehmer ein häufiger Grund für Unfälle sind, der Biker für sein Tun selbst verantwortlich sei. Der Downhiller sei gut gepanzert und stecke selbst grobe Stürze bestenfalls ohne eine Schürfung weg, Verletzungen sind aber trotzdem nicht selten. Die Downhill-Bikes verzeihen viele Fahrfehler, bei denen man mit einem weniger spezialisierten Bike gestürzt wäre. Gefährlich könne es werden, wenn unerfahrene Fahrer sich überschätzen oder Unvorhergesehenes eintritt: Materialversagen, ein nicht markierter Draht über dem Weg oder Wanderer auf abgesperrten Strecken. Die größte Verletzungsgefahr ist jedoch der Sturz auf das Genick, denn dieses liegt direkt zwischen Helm und Rückenprotektor und ist daher ungeschützt. Inzwischen gibt es jedoch Nackenstützen (Neck Brace), die diesen Bereich schützen. Dennoch halten auch Downhill-Experten wie Marcus Klausmann die Sportart für eine gefährliche Extremsportart.
Als störende Umweltauswirkungen können sich, vor allem bei Großveranstaltungen, Erosions- und Wegeschäden ergeben. Durch die erhöhte Geschwindigkeit verursachen Downhill-Mountainbikes im Vergleich zu Wanderern einen stärkeren Überraschungseffekt für Wildtiere, der zu kräftezehrendem Fluchtverhalten führen kann.
Entsprechend wird derzeit häufig eine Legalisierung von vorhandenen Strecken diskutiert, ebenso werden offizielle Strecken angelegt. So sollen flächig verteile, illegale Trails vermindert und Ruhezonen für im Wald lebende Tiere geschaffen werden.

## Skateboardsport

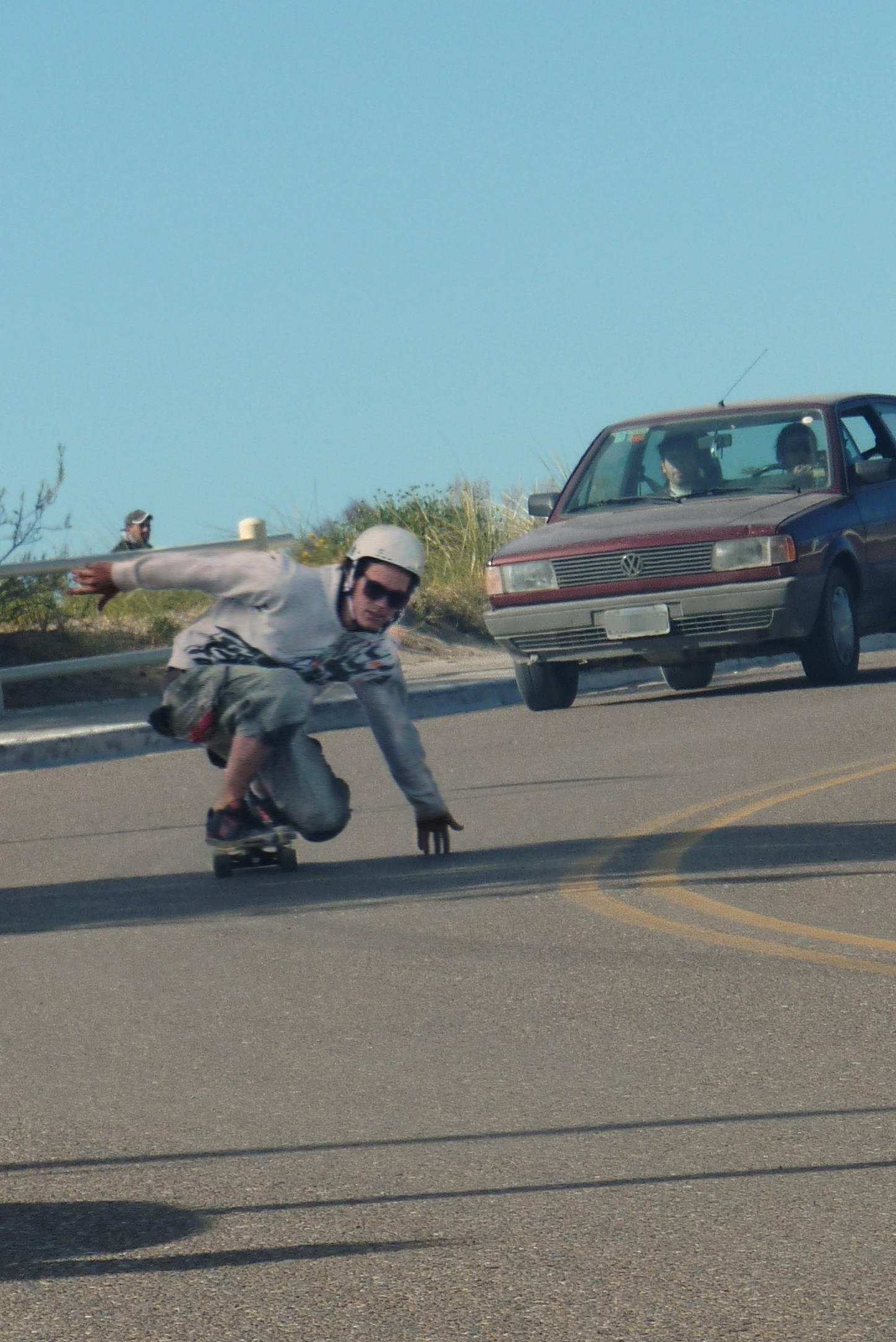
Downhill-Skater in Puerto Madryn

### Skateboard-Downhill StandUp
Downhill ist auch eine Disziplin für Skateboard beziehungsweise Longboard.
Auf speziellen Downhill- oder Speedboards werden Wettkämpfe auf gesperrten Bergstraßen gefahren.

### Longboard oder Speedboard
Bei einem Longboard (beim „Downhillen“ oft auch als Speedboard bezeichnet), handelt es sich um ein langes Skateboard ohne Kicktail. Dies wird mit breiten Achsen ausgestattet, damit die Fahrt bei höheren Geschwindigkeiten stabiler ist. Bei lockeren Achsen und geringeren Geschwindigkeiten treten sogenannte Speedwobbles auf. Das sind Schwingungen von lenkbaren Rädern beziehungsweise Achsen, die beispielsweise auch an Einkaufswagen zu beobachten sind.

### Ausrüstung
Beim Skateboard-Downhill kann ein Sturz (je nach Fahrstil und Tempo) fatale Folgen haben. Dementsprechend werden Lederkombi, Helm und Protektoren getragen. Die Lederkombi schützt vor Schürfungen, der Helm vor groben Schlägen auf den Kopf und die Protektoren vor Prellungen.
Um eine schmale Kurve gleiten geübte Fahrer mit relativ hoher Geschwindigkeit, indem sie ihren Schwerpunkt nach innen und das Gewicht auf die Hände verlagern. Als Schutz dienen Handschuhe, sogenannte Slidegloves. Diese werden oft aus einem Motorradhandschuh und einem Kunststoffküchenbrett gebastelt.

### Downhill-Skateboard im Straßenverkehr
Da es keine offiziellen Strecken zum Downhillen gibt, muss auf befahrenen Straßen trainiert werden. Dies kann zu einer Geldstrafe führen (Schweiz), da das Longboard als „fäG“ (fahrzeugähnliches Gerät) gilt. Allerdings gibt es in manchen Regionen extra Einrichtungen und Straßen, die man zum Üben nutzen kann. Dafür muss man nur einen kleinen Betrag zahlen.

## Fachjargon
Da der Sport aus den Vereinigten Staaten und Kanada kommt, haben die Ausdrücke des Fachjargon auch dort ihre Wurzeln:
- Chicken Line – Einfachster, risikoloser Weg
- Coaster – ähnlich wie der Wheelie, nur nicht im Sattel sitzend, sondern stehend; Ausbalancieren durch Gewichtsverlagerung des Körpers und Bremsen
- Discbrake – siehe: Scheibenbremse
- Double – siehe: Dirt Jump
- Drop – Sprung von einer höher gelegenen Ebene auf eine tiefer gelegene
- Flat – Landungen ins Flache („Flat“) fallen härter aus als Landungen ins Steile
- Flats – flache Plattformpedalen, aus dem BMX-Bereich zum Freeriden übernommen, vgl. Clickpedalen
- Flow – steht für das Gefühl des Bewegungsflusses – „Flow“ bezeichnet das beobachtbar „lockere“ Fahren auch schwierigster Streckenabschnitte; er ist in vielen Radsport- und Extremsportdisziplinen scharfes Kriterium für die Beurteilung der Fahrer (siehe auch: Flow)
- Fork – siehe: Federgabel
- Freeride – siehe: Freeride (Mountainbike)
- Gap – engl. für Lücke oder Loch; gemeint ist ein Absatz zwischen zwei Ebenen, über den man springen kann (ein Wanderweg oder eine Schlucht beispielsweise)
- hang out – zu weit springen und dann die Landung des Sprungs nicht mehr erreichen, man springt in das sogenannte „Flat“ hinter dem anvisierten Landepunkt
- Kicker – kleine Rampe / Launch-Ramp oder auch Speed-Ramp – größere Rampe
- greygorixen – meist lustig aussehend, schwer oder leicht stürzen
- Manual – stehend, ähnlich wie „Wheelie“, Balance nur durch Körperbewegung, ohne in die Pedale zu treten, auch „Surfen“ genannt
- moshen – mit mangelnder Fahrtechnik materialstrapazierend über eine Strecke rasen
- North Shore – auf stellenweise sehr schmalen und verwinkelten Holzbrettkonstruktionen entlangfahren
- Obstacle – allgemein für ein „Hindernis“, an dem diverse Sprünge ausgeführt werden können
- pushen – Geschwindigkeit durch dynamische Körperbewegung aus einem Loch, einer Kuhle oder einem Absprung herausholen
- shapen – das Gestalten von Absprung- und Landehügeln; gutes Shaping ist wichtig, um den „Flow“ nicht zu behindern
- shake – das kontrollierte Abrollen nach einem Sturz
- shredden – eine Strecke schnell runterfahren, um möglichst viel Spaß zu haben
- smashen, auch maulen – unkontrolliert, schwer stürzen
- Steinzwerge, Kontakt mit Steinen oder Felsen die das Bike oder den Fahrer beschädigen
- Step down (unter Umständen auch Drop genannt) – Sprung von einer höher gelegenen Ebene auf eine tiefer gelegene, zumeist in einem einzigen „Obstacle“ integriert
- Superman (Stunt) Mit den Händen am Lenker halten, und den ganzen Körper lose vom Bike halten.
- Step up – Sprung von einer tiefer gelegenen Ebene auf eine höher gelegene
- Steezy – Begriff für besonders stylische Manöver
- Table – siehe: Dirt Jump
- Wheel(s) – engl. für Rad (Räder)
- Wheelie – auf dem Hinterrad fahren, Balance mit Hilfe von Treten und Bremsen

## Sonstiges
In Europa wird seit 2008 jedes Jahr die Rennserie „iXS European Downhill Cup“ als bedeutendster Downhill-Wettkampf Europas ausgetragen. In Deutschland und der Schweiz sind der „iXS German Downhill Cup“ sowie der „iXS Swiss Downhill Cup“ als nationale Rennserien anerkannt.
Zu den besten Downhill-Mountainbikern zählen unter anderem Samuel Hill, Gee, Dan und Rachel Atherton, Cédric Gracia, Greg Minnaar, Fabien Barel, Matti Lehikoinen, Nathan Rennie und Steve Peat; Marcus Klausmann, Fabio Wibmer und Jackson Goldstone. 
Höchstgeschwindigkeits-Downhill auf unterschiedlichen Untergründen und mit Serien- oder Spezialfahrrädern ist als Extremsportart zu werten, da es ein enormes Risiko birgt. Vertreter dieser Variante waren beziehungsweise sind Éric Barone und Markus Stöckl. Die aktuellen Rekorde liegen zum Beispiel bei rund 165 km/h (Schotter/Sand mit Serienmodell) beziehungsweise 222 km/h (Schneepiste mit Sondermodell).